# Lucanus szetschuanicus lati
Lucanus szetschuanicus lati es una subespecie de coleóptero de la familia Lucanidae.

## Distribución geográfica
Habita en Birmania.